# نادي نانت

شعار النادي من 2008 إلى 2019

نادي نانت لكرة القدم (بالفرنسية: Football Club de Nantes)‏ هو نادي كرة قدم فرنسي تأسس في 1943، يقع مقره في مدينة نانت الفرنسية. فاز النادي بخمسة عشر بطولة. محلياً، فاز نانت ببطولة الدوري الفرنسي الدرجة الأولى 8 مرات، وبكأس فرنسا 4 مرات، وببطولة كأس الأبطال الفرنسي 3 مرات، ومرة واحدة ببطولة كأس الدوري الفرنسي.
يعلب الفريق مبارياته الرسمية على ملعب ملعب دي لابيجيور (بالفرنسية: Stade de la beaujoire)‏ والذي تبلغ السعة الأجمالية للمتفرجين حوالي 38,285 متفرج.

## الإنجازات
آخر تحديث في 7 مايو 2022.
- الدوري الفرنسي الدرجة الأولى (8 مرات): 1964–65، 1965–66، 1972–73، 1976–77، 1979–80، 1982–83، 1994–95، 2000–01
- كأس فرنسا (4 مرات): 1978–79، 1998–99، 1999–2000، 2021–22
- كأس الأبطال الفرنسي (3 مرات): 1965، 1999، 2001
- كأس الدوري الفرنسي (مرة): 1964–65